# Джудит Бътлър
Вижте пояснителната страница за други личности с името Бътлър.
Джудит Бътлър (на английски: Judith Butler), е видна американска философка и феминистка, професор в Европейското висше училище в Саас-Фе, Швейцария и професор по реторика и сравнително литературознание в Калифорнийския университет в Бъркли. Тя е академична постфеминистка, известна с теориите си за властта, пола, сексуалността, идентичността и субектността.

## Биография
Джудит Бътлър се ражда в Кливланд, в семейство с унгарски и руски корени. Учи в еврейско училище и отрано проявява интерес към философията на Мартин Бубер, но и към текстове на Имануел Кант, Хегел и Спиноза. Записва колежа Бенингтън, а след това и Йейлския университет. Дисертацията ѝ е издадена под заглавието Субекти на желание: Хегелиански разсъждения във Франция през 20 век (1987). В нея Бътлър изследва как е представена страстта във Феноменология на духа на Хегел и в текстовете на неговите последователи във Франция – Александър Кожев, Жан Иполит и Жан-Пол Сартр. Самата монография съдържа и раздели върху Жак Лакан, Жил Дельоз и Мишел Фуко.
Нейната изключително новаторска книга „Безпокойствата около родовия пол“ (Gender Trouble, букв. социополовите безпокойства, тревоги) представя идеята за перформативността на пола и е класически текст в различни полета на хуманитаристиката – социалните изследвания на пола, феминистката теория, куиър- и литературната теория, философия. Много автори приписват на Бътлър съучастие в създаването на куиър-теорията, наравно с Гейл Рубин и Ив Седжуик, и въвеждането на нови теоретични рамки в мисленето на половата идентичност и субектността.

## Идеи и творчество

### Перформативност на идентичността
В своето творчество Бътлър формулира ново, критично разбиране за идентичността, което се основава върху теоретичното разбиране на Фуко за властта и на Алтюсер за интерпелацията. Бътлър, подобно на Фуко, критикува либералната представа за субекта като автономен и противопоставящ се на властта в своите автономни изяви. Нещо повече, тя критикува самото разграничение между субект и действие, според което субектът е причина за своите действия. Субектът се конструира от определени езикови актове, той е ефект на действията си. Субектът не изразява или артикулира вътрешна истина, а повтаря и имитира нормите, атрибутите и кодовете на кохерентно поведение, които фабрикуват идеята, че има вътрешна същност. Според Бътлър властта предхожда субекта и той е конституиран от нея. Бътлър разглежда субекта като принципно зависим от властта, но несводим до нея, а властта – като едновременно външна спрямо субекта и зависеща в своето съществуване от него. Субектът е мястото на преповтаряне на властовите условия, което е ключово за възпроизводството и за развитието им.
Бътлър постулира идентичността като перформативна – създаваща се в определени повтарящи се изяви на индивида, които ретроактивно произвеждат илюзията за вътрешно идентичностно ядро. Самата идентичност, според нея, е нормативен идеал, който никога не може да бъде напълно интернализиран или въплътен. Постулирането на определена идентичност съотнася към един „културно ограничен принцип на порядък и йерархия“. Това става възможно чрез самата структура на обозначаване, налична в езика.

### Теоретично разбиране за пола
За Бътлър полът не е предзададена анатомична даденост, а дискурсивно произведена материалност. Според нея анатомическите различия между половете са социално конструирани, а наличието на два отделни пола е продукт на определени социални норми и възприятия. Биологичните основания на пола и сексуалността са социално предзададени и организирани и в този процес ключово е значението на хетеронормативността като организиращ принцип.
За Бътлър полът е перформативен – конституиран от повторение на актове, чрез които субектът се реализира като принадлежащ към определени бинарни полови категории. Чрез тези актове субектът не „изразява“ принадлежността си към определена полова категория, а допринася за възпроизвеждането на илюзията за съществуването им. За Бътлър полът не предхожда индивидуалните действия, а е техен ефект. Перформативните актове консолидират впечатленията за принадлежност към определена полова категория.

### Отзиви за творчеството на Бътлър
Трудовете на Джудит Бътлър винаги са разделяли критиците. Докато някои я приемат за оригинална мислителка, други я смятат за интелектуална шарлатанка. Професор Марта Нусбаум от Чикагски университет пише: „Трудно е да се прецени значението на идеите на Бътлър, защото е трудно да се разбере какви са те. Непроницаемостта на прозата на Бътлър служи не за да подложи на съмнение здравия разум, а да се защити празнотата на подлежащите ѝ идеи. Изпъстрената от неяснота проза на Бътлър помага да се създаде аура на важност. Така читателят се принуждава да се съгласи, че тъй като не може да разбере за какво става дума, то трябва да има нещо важно, някаква сложност на мисълта. Докато всъщност това са познати или дори износени идеи, разгледани прекалено опростенчески и повърхностно, за да могат да добавят някакво ново измерение към разбирането.“
През 1998 г. списание „Философия и литература“ ѝ дава награда за „лошо писане“ – награда, която се опитва да „даде гласност на най-жалките пасажи, открити в научни книги или статии“. Изречението, с което тя печели, е публикувано в статия озаглавена „Further Reflections on the Conversations of Our Time“ в научното списание „Диакритика“, дълго е 4 реда, включва 62 думи и както се изразява редакторът му Денис Дътън „да се опитате да разберете какво има предвид е като да си загубите времето и да изтървете смисъла“ и продължава: „Тревожна е неяснотата на такъв тип писане, още повече че Бътлър е определяна от авторитети като професор Уорън Хеджис от университета в Орегон за един от десетте най-умни хора на планетата.“
През 2012 г. Джудит Бътлър получава наградата „Адорно“, давана от град Франкфурт на всеки три години от 1977 г. насам в чест на германския философ и социолог Теодор Адорно, за „значителни приноси в областите на философията, музиката, театъра и киното“. Наградата предизвика реакции у критиците, които определиха даването ѝ като „скандално“. Професор Джералд Щайнберг от Университета Бар Илан в Рамад Ган, Израел твърди, че хора като Бътлър са „модерното превъплъщение на антисемитизма“. като атаката му не е толкова към самата награда, колкото към поддържаната от години политика на Бътлър в подкрепа на движения като Хамас и Хизбула, които тя характеризира безобидно като „социални“ и „част от световната левица“. Според организацията „Учени за мир в Близкия изток“ човек като Джудит Бътлър, с откровено анти-израелски позиции не може да бъде носител на наградата Адорно. На същото мнение е и Щефан Крамер от Германския еврейски съвет, който осъжда „моралната поквара“ на Бътлър и определя като „шокиращо“ решението на град Франкфурт да даде наградата на нея. Въпреки това на 11 септември 2012 г. наградата е връчена на Джудит Бътлър в църквата „Св. Павел“ във Франкфурт, на която присъстват както демонстранти срещу награждаването, така и демонстранти, подкрепящи Бътлър.

## Признание и награди
- 1999: Гугенхаймова стипендия
- 2001: Награда „Дейвид Р. Кеслър“ за LGBTQ Studies, CLAGS: The Center for LGBTQ Studies[7]
- 2007: Избрана е за член на Американското философско общество[8]
- 2008: Награда „Мелън“ за нейните приноси към хуманитаристиката[9]
- 2012:  Награда „Теодор Адорно“[10]
- 2013: Почетен доктор на Университета на Сейнт Андрюс[11]
- 2013: Почетен доктор на университета „Макгил“[12]
- 2014: Почетен доктор на Университета на Фрибур[13]
- 2015: Избрана е за дописен член на Британската академия[14]
- 2018: Почетен доктор на Белградския университет[15]
- 2019: Избрана е член на Американската академия за изкуства и науки.[16]

## Избрана библиография
- 1987: Subjects of Desire: Hegelian Reflections in Twentieth-Century France
- 1990: Gender Trouble: Feminism and the Subversion of Identity
Безпокойствата около родовия пол. Феминизмът и подриването на идентичността. Превод от английски език Диана Захариева. София: Критика и хуманизъм, 2003
- 1993: Bodies That Matter: On the Discursive Limits of „Sex“
- 1997: The Psychic Life of Power: Theories in Subjection
- 1997: Excitable Speech: A Politics of the Performative
- 2000: Antigone's Claim: Kinship Between Life and Death
- 2000: (в съавторство с Ернесто Лакло и Славой Жижек) Contingency, Hegemony, Universality: Contemporary Dialogues on the Left
- 2004: Precarious Life: The Powers of Mourning and Violence
- 2004: Undoing Gender
- 2005: Giving An Account of Oneself
- 2007: (в съавторство с Гаятри Чакраворти Спивак) Who Sings the Nation-State?: Language, Politics, Belonging
- 2009: Is Critique Secular?: Blasphemy, Injury, and Free Speech
- 2009: Frames of War: When Is Life Grievable?
- 2009: „Ronell as Gay Scientist“. – В: Reading Ronell, a collection of essays on the work of Avital Ronell, под редакцията на Даян Дейвис
- 2011: The Power of Religion in the Public Sphere
- 2011: The Question of Gender: Joan W. Scott's critical feminism
- 2012: Parting Ways: Jewishness and the Critique of Zionism
- 2013: (в съавторство с Athena Athanasiou) Dispossession: The Performative in the Political. Cambridge: Polity Press. ISBN 978-0-7456-5381-5.
- 2015: Senses of the Subject. New York: Fordham University Press. ISBN 978-0-8232-6467-4.
- 2015: Notes Toward a Performative Theory of Assembly. Cambridge, MA: Harvard University Press. ISBN 978-0-674-96775-5.
- 2016: (в съавторство със Zeynep Gambetti) Vulnerability in Resistance. Durham: Duke University Press. ISBN 978-0-8223-6279-1.
- 2020: The Force of Nonviolence. New York: Penguin Random House. ISBN 978-1-78873-276-5.
Силата на ненасилието. Превод от английски език Станимир Панайотов, Цвета Цанева. София: Критика и хуманизъм, 2024, 240 с. ISBN 9789545872532
- 2022: What World Is This? A Pandemic Phenomenology. New York: Columbia University Press. ISBN 978-0-231-20828-4.